# Ross Campbell
Ross Campbell (Edimburgo, 3 luglio 1987) è un ex calciatore scozzese, di ruolo attaccante.

## Carriera

### Club
Ha giocato nella prima divisione scozzese.

### Nazionale
Ha partecipato ai Mondiali Under-20 del 2007.

## Palmarès

### Club

#### Competizioni nazionali
- Coppa di Lega scozzese: 1

Hibernian: 2006-2007